# Kołosowo
Kołosowo (biał. Коласава; ros. Колосово) – osiedle na Białorusi, w obwodzie mińskim, w rejonie stołpeckim, w sielsowiecie Nawakołasawa.
W miejscowości znajduje się stacja kolejowa Kołosowo, położona na linii Moskwa - Mińsk - Brześć.

## Historia
Dawniej folwark. W dwudziestoleciu międzywojennym leżało w Polsce, w województwie nowogródzkim, w powiecie stołpeckim, do 1 kwietnia 1927 w gminie Zasule, następnie w gminie Stołpce. W 1921 miejscowość liczyła 24 mieszkańców, zamieszkałych w 2 budynkach, wyłącznie Polaków. 18 mieszkańców było wyznania rzymskokatolickiego i 6 prawosławnego.
Położona była wówczas przy granicy ze Związkiem Sowieckim. W pobliżu folwarku przekraczała granicę linia kolejowa Warszawa - Moskwa. Na początku lat 20. znajdowały się tutaj placówka 2 Batalionu Celnego oraz kompania i placówki 2 Batalionu Straży Granicznej, a następnie strażnica Kołosowo Korpusu Ochrony Pogranicza oraz przystanek kolejowy, na którym odbywały się wymiany więźniów pomiędzy Polską a Związkiem Radzieckim.
Po II wojnie światowej w granicach Związku Sowieckiego. Od 1991 w niepodległej Białorusi.